# Кутська селищна рада
Ку́тська се́лищна ра́да — адміністративно-територіальна одиниця та орган місцевого самоврядування в Косівському районі Івано-Франківської області. Адміністративний центр — селище міського типу Кути.

## Загальні відомості
- Територія ради: 115,5 км²
- Населення ради: 16 039 осіб (станом на 2020 рік)[1]
- Територією ради протікає річка Черемош та інші місцеві річки.

## Населені пункти
Селищній раді з 03 грудня 2020 року підпорядковані такі населені пункти:
- смт Кути
- с. Великий Рожин
- с. Малий Рожин
- с. Розтоки
- с. Слобідка
- с. Старі Кути
- с. Тюдів

## Склад ради
Рада складається з 26 депутатів та селищного голови.
- Голова ради: Павлюк Дмитро Михайлович
- Секретар ради: Колотило Сергій Васильович